# Rhythm Inside
"Rhythm Inside" é uma canção do cantor belga Loïc Nottet, vice-vencedor da 3ª edição do The Voice Belgique. Esta canção representou a Bélgica em Viena, Áustria no Festival Eurovisão da Canção 2015, na 1ª semifinal, no dia 19 de Maio de 2015, tendo-se qualificado para a final de deia 23 de Maio, onde se classificou em 4º lugar, melhor classificação da Bélgica desde 2003. O cantor foi escolhido internamente pela estação televisiva belga no dia 3 de Novembro de 2014.

## No Festival Eurovisão da Canção
Loïc Nottet participou em concurso com esta música na primeira semifinal da 60ª edição do Festival Eurovisão da Canção, no dia 19 de maio de 2015, tendo passado á final de dia 23 de maio.

## Faixas e formatos
| Download digital |                 |         |  |
| N.º              | Título          | Duração |  |
| 1.               | "Rhythm Inside" | 2:52    |  |

## Desempenho

### Posição nas Paradas
| País                              | Melhor posição |
| --------------------------------- | -------------- |
| Austrália (ARIA)                  | 61             |
| Áustria (Ö3 Austria Top 40)       | 2              |
| Bélgica (Ultratop Flanders)       | 1              |
| Bélgica (Ultratop Wallonia)       | 1              |
| Finlândia (Latauslista)           | 13             |
| França (SNEP)                     | 85             |
| Alemanha (Official German Charts) | 21             |
| Islândia(Tonlist)                 | 12             |
| Irlanda (IRMA)                    | 83             |
| Lituânia (M-1Top 40)              | 8              |
| Predefinição:NEL (Single Top 100) | 26             |
| Rússia (2M)                       | 4              |
| Escócia (Scottish Singles Chart)  | 38             |
| Suécia (Sverigetopplistan)        | 12             |
| Suíça (Schweizer Hitparade)       | 34             |
| Reino Unido (UK Singles Chart)    | 69             |